# HC Spartak Velká Bíteš
HC Spartak Velká Bíteš (celým názvem: Hockey Club Spartak Velká Bíteš) je český klub ledního hokeje, který sídlí ve Velké Bíteši v Kraji Vysočina. Založen byl v roce 1955. Od sezóny 2021/22 působí v Krajské lize Vysočiny, čtvrté české nejvyšší soutěži ledního hokeje. Klubové barvy jsou modrá a žlutá.
Své domácí zápasy odehrává na zimním stadionu Velká Bíteš s kapacitou 1 700 diváků.

## Historie
Bítešské počátky hokeje se datují k roku 1955, kdy založil klub HC Spartak Velká Bíteš místní občan a hokejista Lubomír Holík. V tomto roce byl sestaven i hokejový tým, jehož byl sám členem. Hokejisté se pravidelně účastnili okresních a později i krajských mistrovských soutěží.
V sezóně 1983–1984 nastoupil bítešský tým poprvé v jihomoravském přeboru mužů. Dalším významným datem se stal rok 1986, kdy byl otevřen zimní stadion s umělou plochou na ulici Tyršova. Zde bylo odehráno mnoho utkání se známými rivaly, jako je Třebíč, Jihlava, Znojmo, Rosice, Náměšť nad Oslavou či Nedvědice. Na jaře roku 2000 začala rozsáhlá rekonstrukce zimního stadionu, které se týkalo také zastřešení haly. O rok později postoupili hokejisté Velké Bíteše do 2. národní hokejové ligy. Město reprezentovali v této lize po celých 6 let. Tento postup je bezpochyby nejvýznamnější historický úspěch v téměř šedesátileté historii bítešského hokeje.
Od roku 2007 se klub (především díky ekonomické náročnosti) vrátil do Krajské ligy mužů Jižní Moravy a Zlína, kde se každoročně umísťuje na předních příčkách. Kromě A mužstva působí ve Velké Bíteši i B-tým, který je nedílnou součástí oddílu. Hokejisté B-týmu odehráli již několik sezón v krajské soutěži, ve které podávají stabilní výkony a umísťují se v horních patrech tabulky.
Hokejovou základnu tvoří již od 90. let hráči nejen z Velkobítešska, ale i blízkého okolí. V současnosti je práce s mládeží realizována za pomocí kvalifikovaných místních trenérů, kteří mají bohaté zkušenosti z krajské mládežnické soutěže Vysočiny. Někteří odchovanci působí v současnosti také v týmech Komety Brno a Dukly Jihlava.
V roce 2015 hokejový klub HC Spartak Velká Bíteš oslavil 60. výročí od vzniku založení žlutomodrého týmu.

## Přehled ligové účasti
Stručný přehled
Zdroj:
- 2000–2001: Jihomoravský krajský přebor (4. ligová úroveň v České republice)
- 2001–2004: 2. liga – sk. Východ (3. ligová úroveň v České republice)
- 2004–2005: 2. liga – sk. Střed (3. ligová úroveň v České republice)
- 2005–2007: 2. liga – sk. Východ (3. ligová úroveň v České republice)
- 2007–2021: Jihomoravská a Zlínská krajská liga (4. ligová úroveň v České republice)
- 2021– : Krajská liga Vysočiny (4. ligová úroveň v České republice)

Jednotlivé ročníky
Zdroj:
Legenda: ZČ - základní část, JMK - Jihomoravský kraj, červené podbarvení - sestup, zelené podbarvení - postup, fialové podbarvení - reorganizace, změna skupiny či soutěže
| Česko (2000 – ) |                                     |           |           |                                                       |                         |
| Sezóny          | Soutěž                              | Úroveň    | ZČ        | Play-off, nadstavba, sk. o udržení...                 | Poznámky                |
| 2000/01         | Jihomoravský krajský přebor         | 4. úroveň | 1. místo  |                                                       | Baráž                   |
| 2001/02         | 2. liga – sk. Východ                | 3. úroveň | 11. místo | Ne                                                    |                         |
| 2002/03         | 2. liga – sk. Východ                | 3. úroveň | 9. místo  | Ne                                                    |                         |
| 2003/04         | 2. liga – sk. Východ                | 3. úroveň | 11. místo | Skupina o udržení (3. místo)                          | Změna skupiny           |
| 2004/05         | 2. liga – sk. Střed                 | 3. úroveň | 9. místo  | Skupina o udržení (1. místo)                          | Změna skupiny           |
| 2005/06         | 2. liga – sk. Východ                | 3. úroveň | 8. místo  | Čtvrtfinále (prohra 1:3 na zápasy s HC Technika Brno) |                         |
| 2006/07         | 2. liga – sk. Východ                | 3. úroveň | 12. místo | Ne                                                    | Prodej licence do Opavy |
| 2007/08         | Jihomoravská a Zlínská krajská liga | 4. úroveň | 4. místo  | Semifinále JMK                                        |                         |
| 2008/09         | Jihomoravská a Zlínská krajská liga | 4. úroveň | 2. místo  | Semifinále JMK                                        |                         |
| 2009/10         | Jihomoravská a Zlínská krajská liga | 4. úroveň | 8. místo  | Semifinále JMK                                        |                         |
| 2010/11         | Jihomoravská a Zlínská krajská liga | 4. úroveň | 12. místo | Semifinále JMK                                        |                         |
| 2011/12         | Jihomoravská a Zlínská krajská liga | 4. úroveň | 12. místo | Čtvrtfinále JMK                                       |                         |
| 2012/13         | Jihomoravská a Zlínská krajská liga | 4. úroveň | 3. místo  | Finále JMK                                            |                         |
| 2013/14         | Jihomoravská a Zlínská krajská liga | 4. úroveň | 3. místo  | Vítěz JMK                                             |                         |
| 2014/15         | Jihomoravská a Zlínská krajská liga | 4. úroveň | 12. místo | Finále JMK                                            |                         |
| 2015/16         | Jihomoravská a Zlínská krajská liga | 4. úroveň | 1. místo  | Semifinále                                            |                         |
| 2016/17         | Jihomoravská a Zlínská krajská liga | 4. úroveň | 7. místo  | Semifinále                                            |                         |
| 2017/18         | Jihomoravská a Zlínská krajská liga | 4. úroveň | 4. místo  | Čtvrtfinále                                           |                         |
| 2018/19         | Jihomoravská a Zlínská krajská liga | 4. úroveň | 8. místo  | Čtvrtfinále                                           |                         |
| 2019/20         | Jihomoravská a Zlínská krajská liga | 4. úroveň | 9. místo  |                                                       |                         |
| 2020/21         | Jihomoravská a Zlínská krajská liga | 4. úroveň | –. místo  | sezóna zrušena kvůli pandemii covidu-19               | Přechod do jiného kraje |
| 2021/22         | Krajská liga Vysočiny               | 4. úroveň | 7. místo  | Čtvrtfinále                                           |                         |
| 2022/23         | Krajská liga Vysočiny               | 4. úroveň | 6. místo  | Čtvrtfinále                                           |                         |
| 2023/24         | Krajská liga Vysočiny               | 4. úroveň | 9. místo  |                                                       |                         |